# Бикерман, Иосиф Менассиевич
Иосиф Менассиевич Бикерман (нем. Josef Bickermann; 15 января 1867, Окны, Ананьевский уезд, Херсонская губерния — 1942, Ницца) — русский и французский историк, литературовед, писатель и публицист. Отец историка-антиковеда Ильи Иосифовича Бикермана и химика Якова Осиповича Бикермана.

## Биография
Родился в местечке Окны Ананьевского уезда Херсонской губернии (ныне посёлок Окны, Одесская область Украины) в бедной еврейской семье, учился в хедере и ешиботе, занимался самообразованием и самостоятельно освоил русский язык. В поисках заработка был вынужден скитаться вместе с отцом по местечкам Подольской, Херсонской и Бессарабской губерний. С 15 лет служил в мелочной лавке, керосиновом складе и в булочной.
Вместе с братом Коплом (1872—1897) и отцом Менаше Беровичем Бикерманом (1824—1901), поселился в Кишинёве Бессарабской губернии, где в возрасте 30 лет сдал экзамен на аттестат зрелости. 24 августа 1896 года в Одессе заключил брак с Сурой Гецелевной (Гецовной) Маргулис (в первом браке Вайслович, 1860 — 2 марта 1931, Берлин), дочерью могилёвского купеческого сына, которая тоже жила в Кишинёве. С 1897 года учился на историко-филологическом факультете в Императорском Новороссийском университете в Одессе, во время студенческих волнений был исключён на два года (вернулся в Кишинёв), окончив университет в 1903 году. Публиковаться начал с позиций еврейского просвещения в студенческие годы (не позднее 1899 года, газета «Будущность»), выступал резким противником зарождавшегося сионистского движения (см. статью «О сионизме и по поводу сионизма», Русское богатство, № 7, 1902) и идишизма, ратуя за приобщение евреев к европейской культуре на русском языке. Эта статья получила широкую известность, во многом благодаря знаменитой полемической статье «Критики сионизма» с ответом на неё, принадлежащей перу В. Е. Жаботинского. В 1905 году был делегатом одесских учителей на Учредительном съезде союза учителей России в Москве и на съезде Союза союзов учителей.
С 1905 года жил в Петрограде. Выступал с политическими комментариями и статьями о русской литературе в «Сыне отечества», «Нашем дне», «Бодром слове», «Всеобщем ежемесячнике», «Русском богатстве», «Восходе», «Еврейском мире», «Дне» и других периодических изданиях. Был постоянным сотрудником «Сына Отечества» и газеты «Наша жизнь». В 1908 году, совместно со Степаном Аникиным, учредил журнал «Бодрое слово», в котором вёл рубрику «Очерки русской жизни», участвовал в различных публицистических сборниках. В 1909 году принял участие в дискуссии о знаменитом сборнике «Вехи», критически оценив его в статье «„Отщепенцы“ в квадрате». Автор публицистико-социологических книг, в том числе о современном экономическом положении евреев России и их роли в экономике страны: «Российская революция и Государственная дума» (1907), «Черта еврейской оседлости» (1911), «Материалы к законопроекту об отмене черты еврейской оседлости: Экономическая деятельность евреев» (1911), «Роль евреев в русской хлебной торговле» (1912), «Роль евреев в рыбном деле» (1913). С 1912 года под редакцией И. М. Бикермана выходила серия «Библиотека обществознания: современное человечество» (издательство «Брокгауз и Ефрон»).
После Октябрьской революции эмигрировал в Берлин, впоследствии в Париж. Примыкал к правоконсервативной части эмигрантов, выступал с резкой критикой советской власти. В 1923 году вместе с Даниилом Пасмаником и другими выпустил сборник статей «Россия и евреи» (Берлин: Основа, 1924), в котором высказывал опасения относительно грядущего всплеска антисемитизма как следствия непривычного для населения страны выдвижения евреев на ответственные и общественно заметные должности, а также их отождествления с большевиками (книга переиздавалась в Париже, 1978 и в Москве, 2007).
Публиковался в немецкой прессе, в 1928 году под эгидой «Патриотического союза русских евреев за рубежом» издал под своей редакцией на английском языке сборник статей «Десять лет большевистской гегемонии» (Ten Years of Bolshevic Domination), в котором выступили участники предыдущего сборника и другие известные учёные эмиграции (Г. Ландау, Д. Пасманик, А. Бунге, Е. Ковалевский, К. Зайцев, П. Струве, Н. Арсеньев, С. Мельгунов и другие). В 1929 году на немецком языке вышел крупный литературоведческий труд И. М. Бикермана «Дон-Кихот и Фауст», переведённый в 1932 году на испанский язык; в 1934 году на немецком языке — сборник «Свобода и равенство» (Freiheit und Gleichheit). В 1939 году в Париже опубликовал книгу «К самопознанию еврея: Чем мы были, чем мы стали, чем мы должны быть». Умер в январе 1942 года в Ницце. Двойная автобиография отца и сына Бикерманов («Два Бикермана» — Two Bikermans, перевод с русского) была опубликована посмертно, в 1975 году известным американским химиком Яковом Иосифовичем Бикерманом (Jacob J. Bikerman).

## Книги
- Российская революция и Государственная дума (СПб, 1907)
- Турецкий сборник: К событиям на Ближнем Востоке. Под редакцией И. М. Бикермана. — СПб: Типография «Север», 1909.
- Черта еврейской оседлости (СПб, 1911)
- Материалы к законопроекту об отмене черты еврейской оседлости: Экономическая деятельность евреев. Выпуск 1. — СПб.: Ганзбург, 1911.
- Роль евреев в русской хлебной торговле. СПб., 1912.
- Роль евреев в рыбном деле. СПб., 1913.
- Сознательная Россия (сборник, вып. 1—3)
- Россия и евреи (сборник, с Д. С. Пасмаником). Берлин: Основа, 1924 (репринтные переиздания — Париж: YMCA-Press, 1978 и Москва: АЗЪ, 2007).
- Ten Years of Bolshevic Domination (автор и редактор, Joseph Bickermann). Берлин: Patriotic Union of Russian Jews Abroad, 1928.
- Don Quijote und Faust: die Helden und die Werke. Берлин: A. Collignon, 1929.
- Don Quijote y Fausto, los héroes y las obras. Барселона: Araluce, 1932.
- Freiheit und Gleichheit: eine soziologische Untersuchung über das Grundproblem der menschlichen Gesellschaft. Берлин: A. Collignon, 1934.
- К самопознанию еврея: Чем мы были, чем мы стали, чем мы должны быть. Париж, 1939.
- Two Bikermans: autobiographies by Joseph and Jacob J. Bikerman. Нью-Йорк: Vantage Press, 1975.

## Галерея
Фотография И. М. Бикермана с женой